# Katedrála Narození Panny Marie (Syrakusy)

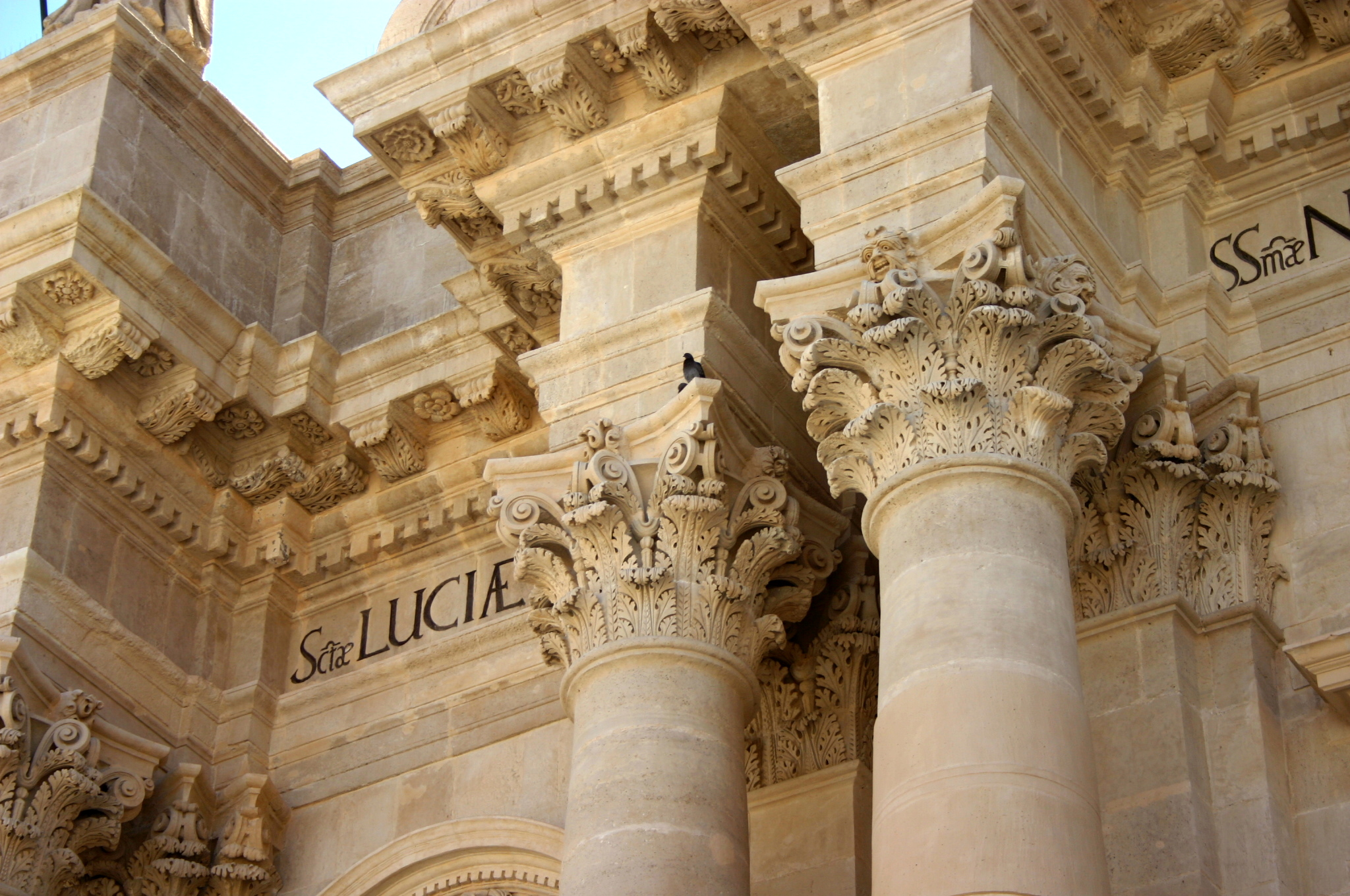
Akanty na barokní fasádě

Katedrála narození Panny Marie (Duomo di Siracusa, formálně Cattedrale metropolitana della Natività di Maria Santissima) v Syrakusách na Sicílii, je hlavní chrám katolické arcidiecéze Syrakusy. Základem stavby je řecký pohanský chrám v dórském stylu. Budova je od roku 2005 na seznamu světového dědictví UNESCO.
Katedrála stojí v historickém jádru města na ostrově Ortygia.

## Dějiny
Původ chrámu na tomto místě se datuje do prehistorie. Velký řecký chrám Athény zde byl vznikl v 5. století před naším letopočtem. Byla to dórská budova se šesti sloupy na krátkých stranách a 14 na dlouhých stranách. Chrám zmiňují Platón a Athénaios a Cicero v roce 70 př. n. l. uvádí rabování jeho výzdoby jako jeden ze zločinů guvernéra Verra.
Archeologické vykopávky pod vedením Paola Orsiho v letech 1907-1910 zjistily, že řecký chrám byl postaven na ještě starších základech a objevily množství archaických a předhelénských předmětů. Mnoho z nich je nyní v muzeu Museo archeologico regionale Paolo Orsi v Syrakusách.
Současná katedrála byla postavena biskupem sv. Zosimem ze Syrakus v 7. století. Pobořené dórské sloupy původního chrámu byly začleněny do zdí současného kostela. Lze je vidět zevnitř i zvenčí. Budova byla v roce 878 přeměněna na mešitu a později opět na kostel poté, co v roce 1085 Norman Roger I. Sicilský město dobyl zpět křesťanům. Střecha střední lodi je normanského původu stejně jako mozaiky v apsidách.
V rámci zvýšené stavební činnosti po zemětřesení na Sicílii v roce 1693 byla katedrála v letech 1725–1753 přestavěna a fasádu přepracoval architekt Andrea Palma. Stylově jde o vrcholný sicilský barok, a sice relativně pozdní příklad. Za pozornost stojí akanty na hlavicích dvojitých korintských sloupů na fasádě. Sochy na fasádě vytvořil Ignazio Marabitti.
Interiér kostela, hlavní loď a dvě pobočné, kombinují rustikální stěny a barokní detaily. Je zde křtitelnice s mramorovou nádržkou z 12. nebo 13. století, ciborium (oltářní baldachýn) navržené architektem Luigim Vanvitellim a socha Madonna della Neve (Panny Marie Sněžné, 1512) Antonella Gaginiho.
Od roku 2015 má katedrála řadu ostatků sv. Lucie, patronky města: množství fragmentů kostí, roucho, závoj a pár bot. Dvakrát ročně, první neděli v květnu a 13. prosince, v den svátku sv. Lucie, je z katedrály vynesena socha svaté Lucie od sochaře Pietra Rizza (1599) a nesena ulicemi. Stříbrná socha obsahuje tři fragmenty jejích žeber v hrudi.
Katedrála sdílí náměstí Piazza Duomo s kostelem Santa Lucia Alla Badia. Tento kostel vlastní a vystavuje Caravaggiovu malbu Pohřeb svaté Lucie.

## Galerie

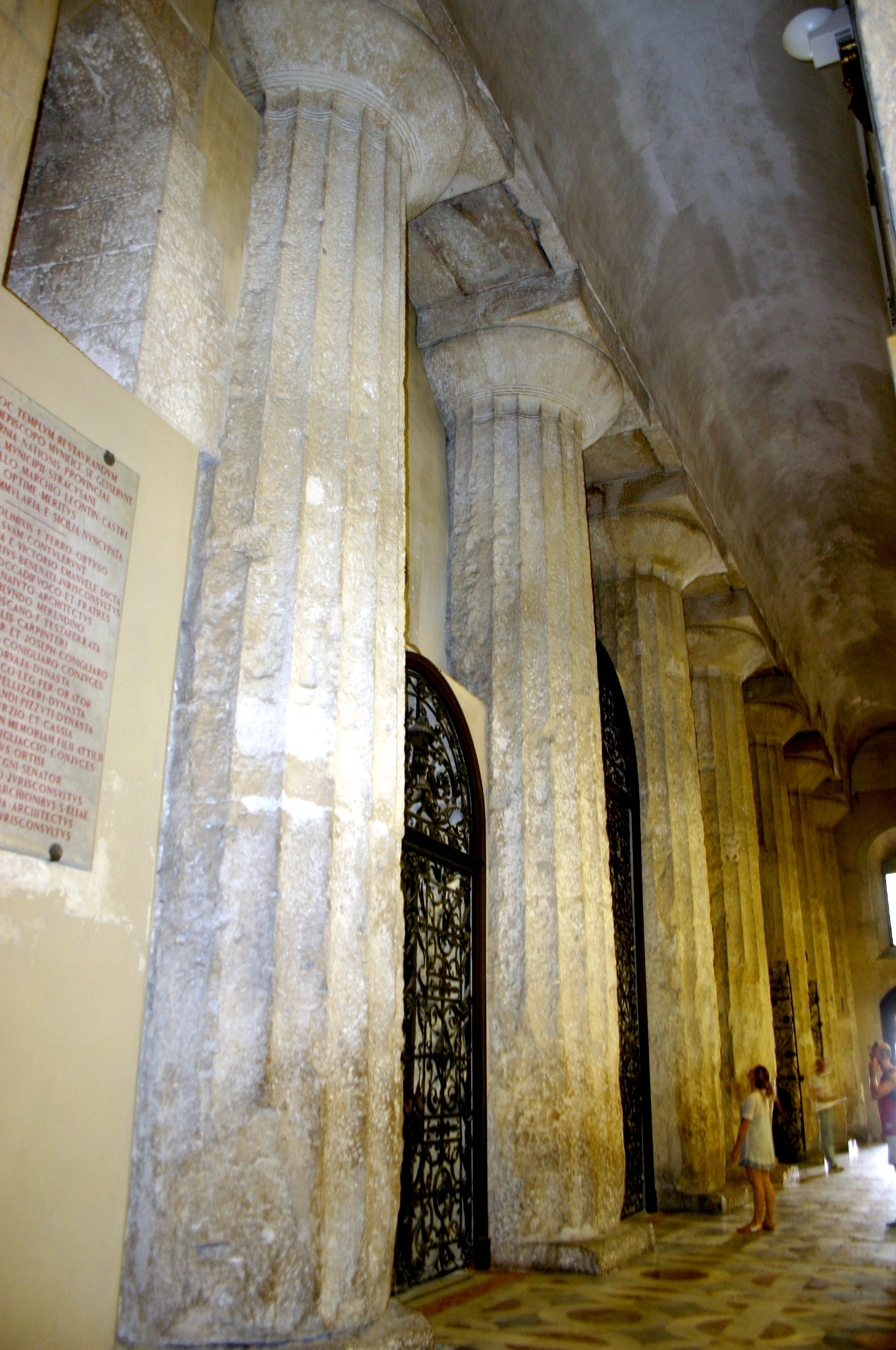
Starověké sloupy řeckého chrámu, začleněné do katedrály
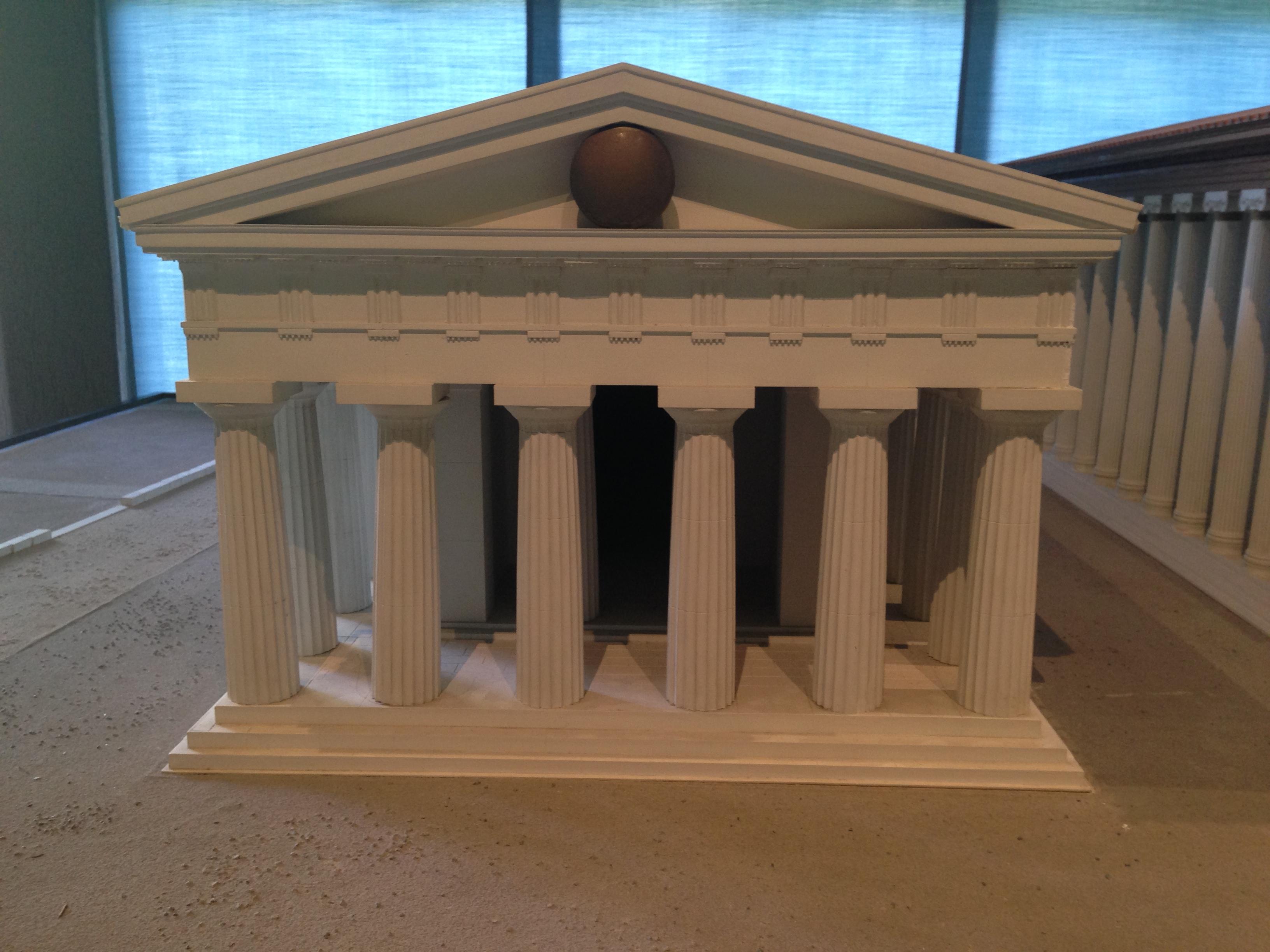
Rekonstrukce dórského průčelí chrámu
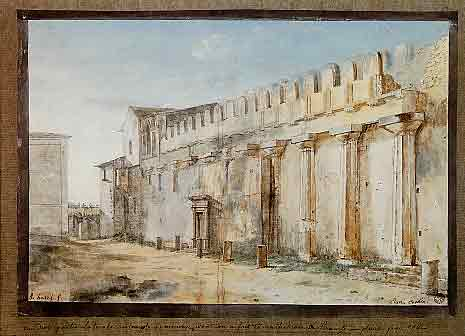
Akvarel francouzského cestovatelského spisovatele Jeana-Pierra Houëla kolem roku 1776
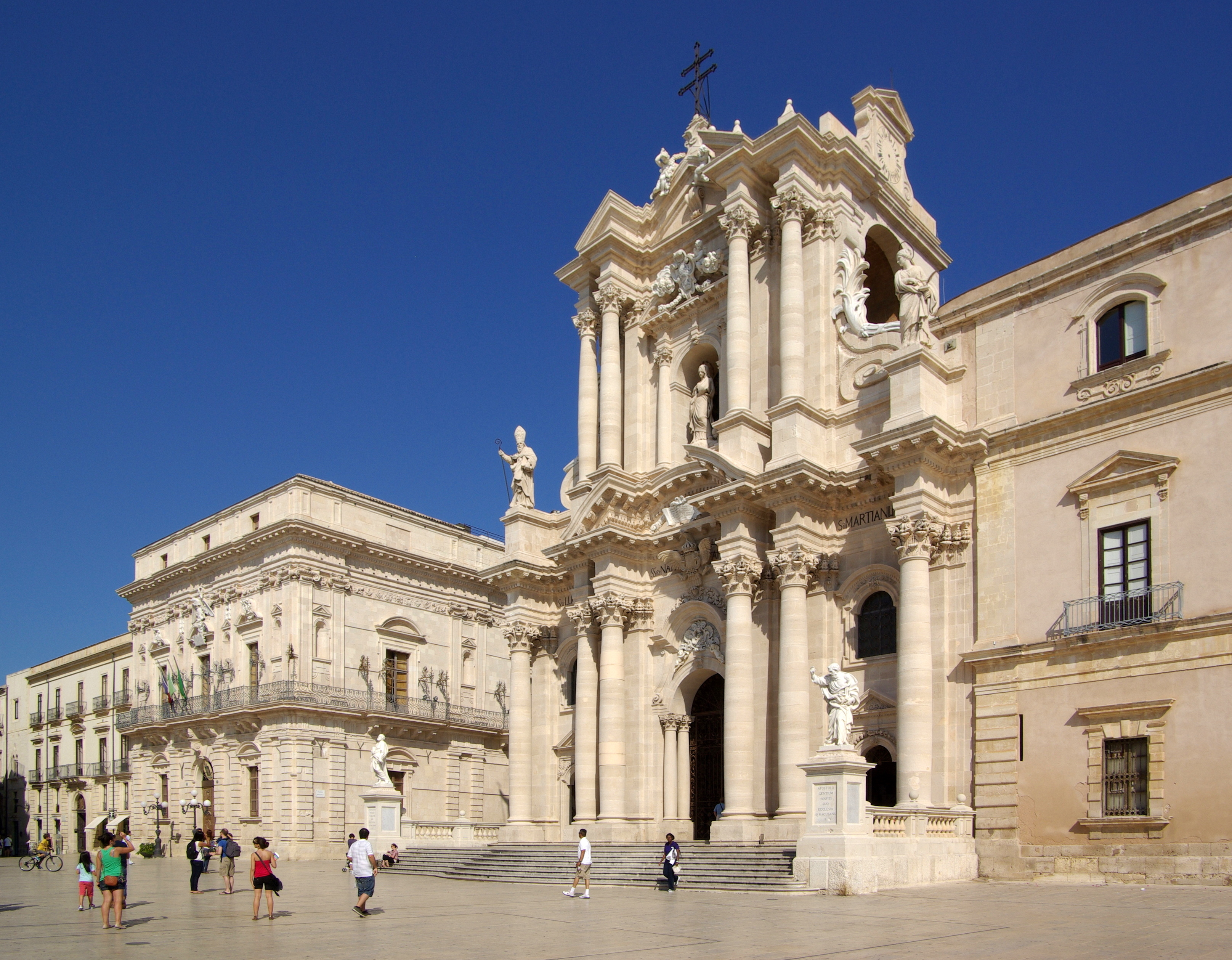
Fasáda
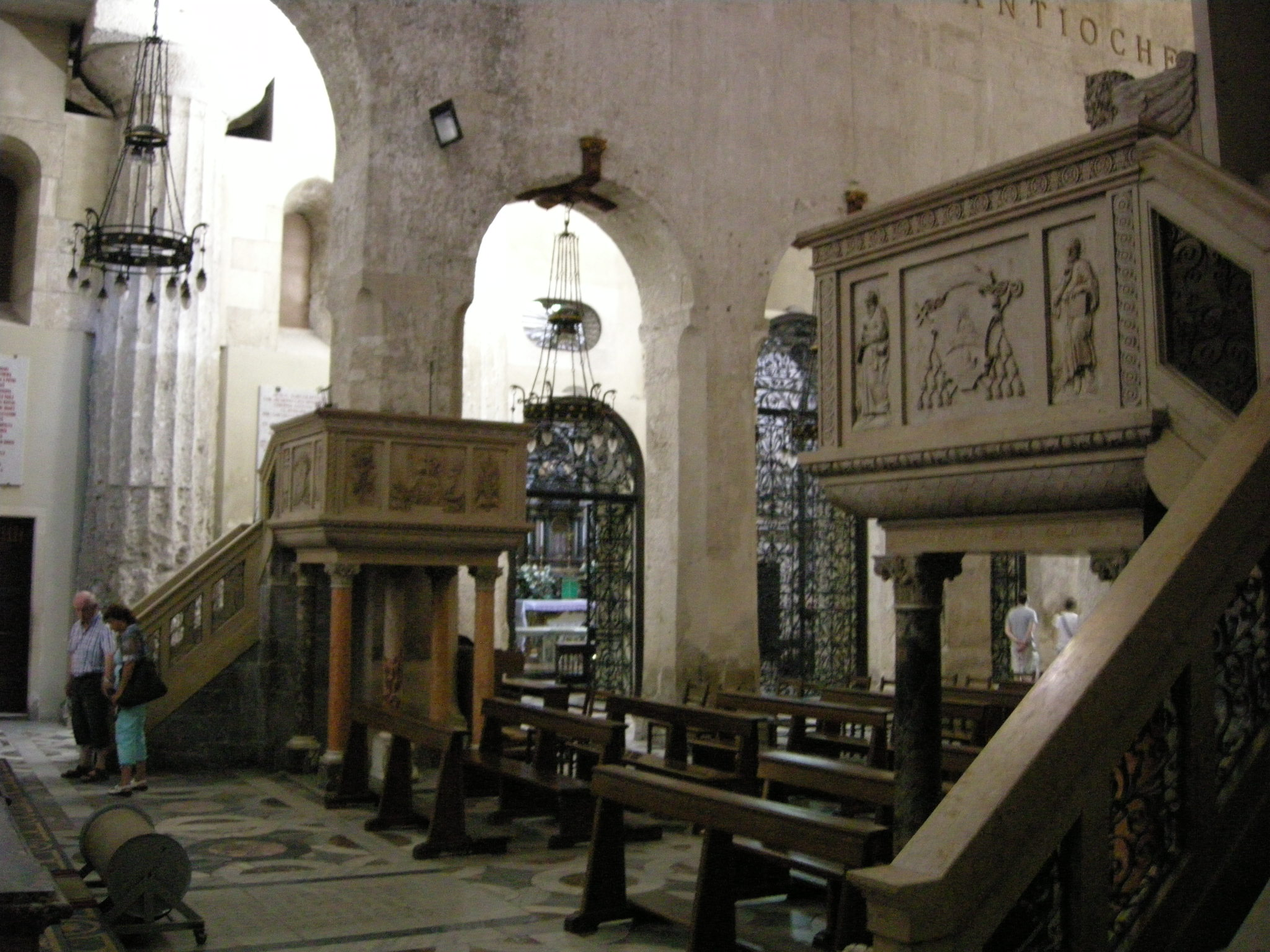
Kazatelny v chrámu
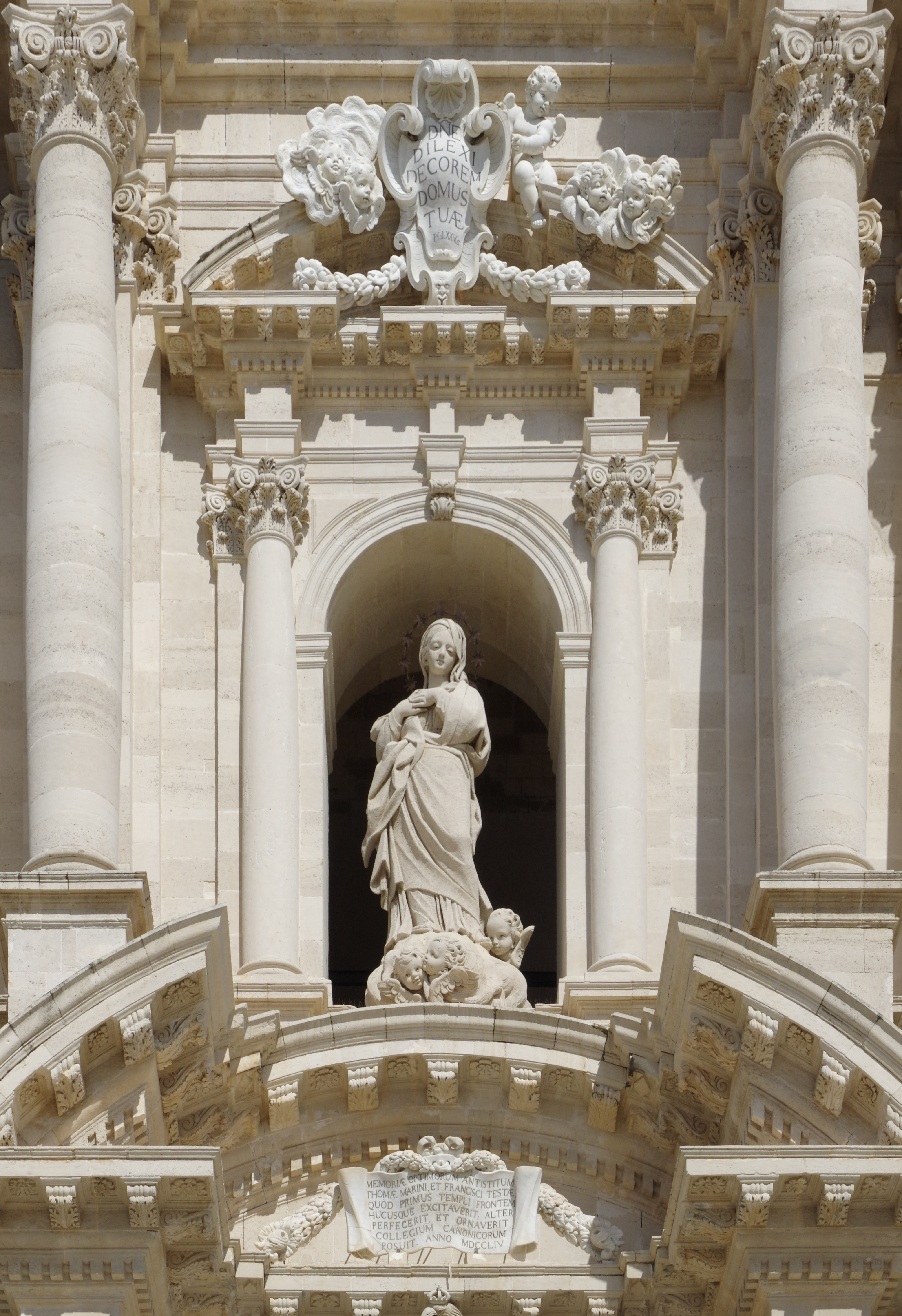
Marabittiho socha Panny Marie
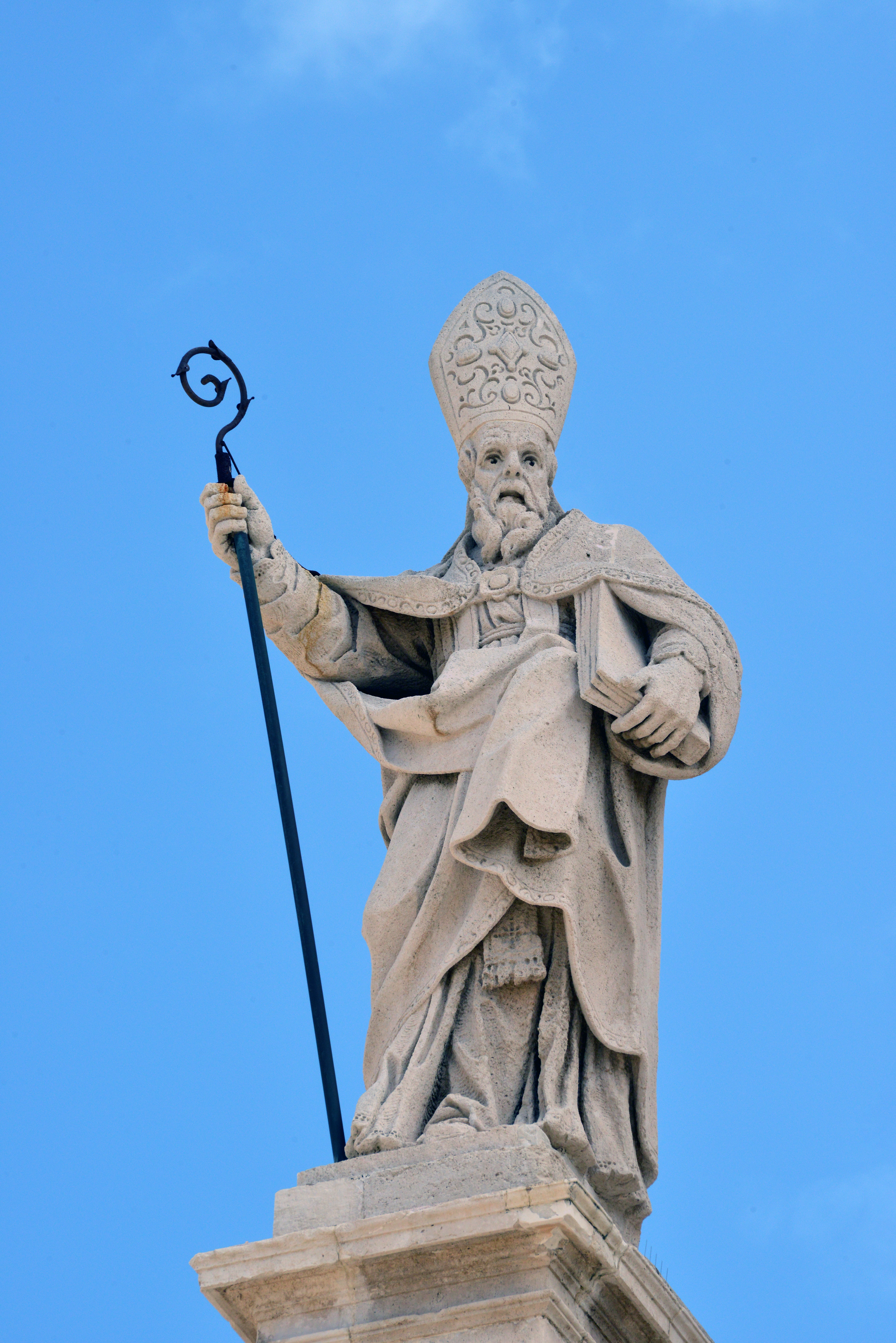
Svatý Pavel na průčelí katedrály
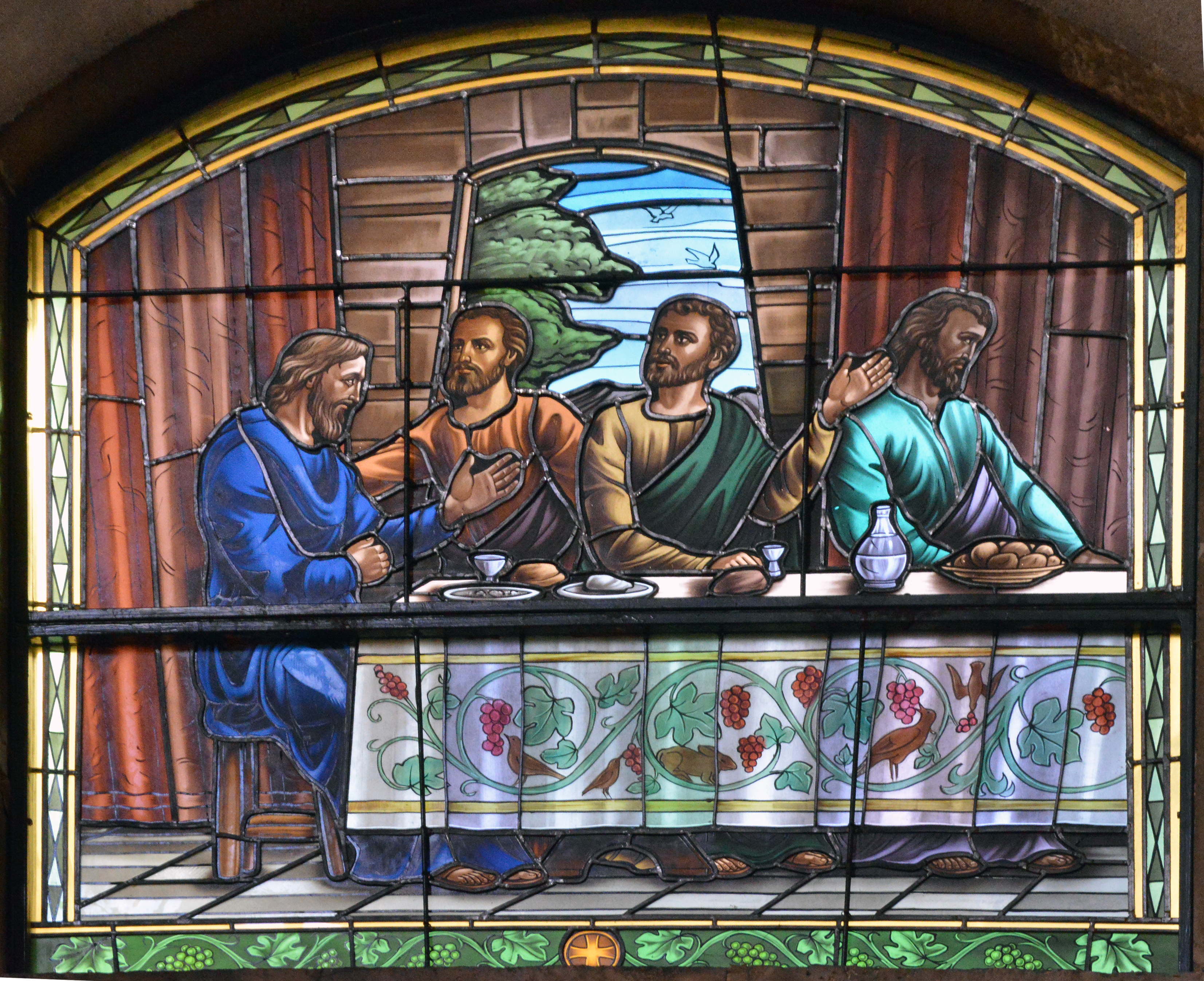
Mozaikové okno kaple sv. Lucie